# 论语言的起源
论语言的起源（法語：Essai sur l'origine des langues）是让-雅克·卢梭的作品，最初写于1754年，在1762年的《爱弥尔》一书中提及，但直到作者死后的1781年才出版。卢梭原本还打算包括《论戏剧的模仿》和《以法莲的利未人》。卢梭在序言中写道，该文原本包含在《论人类不平等的起源与基础》中，因为太长而被删去。
在这篇文章中，卢梭使用与第二讲演集类似的语言形式，对语言的起源进行了叙述。卢梭写道，语言起源于温暖的南方，然后才迁移到较冷的北方。在形成之初，语言是音乐性的，具有情感的力量，而非理性的说服。然而，北方寒冷的气候剥夺了语言的激情特征，将其扭曲为现在的理性形式。
雅克·德里达的《论文字学》第三章批判和分析了卢梭的散文。